# Twierdza Zmartwychwstanek

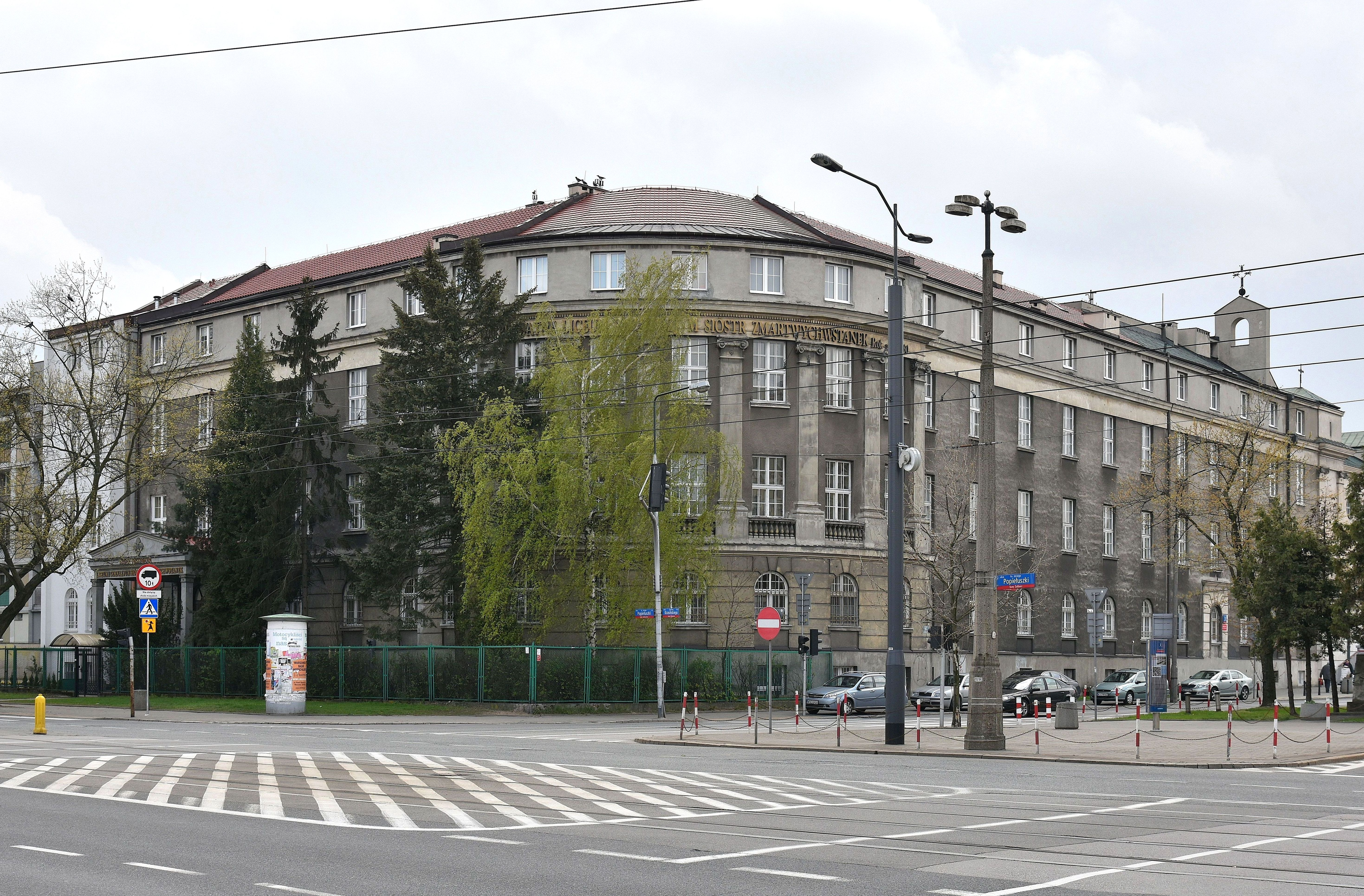
Gmach Szkoły Podstawowej, Gimnazjum i Liceum Sióstr Zmartwychwstanek

Twierdza Zmartwychwstanek – nazwa zespołu klasztorno-szkolnego ss. zmartwychwstanek, mieszczącego się w Warszawie przy ul. Krasińskiego 31 (róg ul. ks. J. Popiełuszki) pełniącego rolę szpitala i silnego punktu obrony podczas powstania warszawskiego. 

## Okres konspiracji
Przez cały okres okupacji niemieckiej w latach 1939–1944 był to silny ośrodek konspiracyjny. Przez cały ten czas w klasztorze prowadzono tajne nauczanie. Najpierw na poziomie gimnazjum i liceum, a następnie na poziomie szkoły powszechnej (siostrom do 1943 r. oficjalnie pozwolono prowadzić szkołę powszechną). Co roku odbywały się egzaminy maturalne. W czasie okupacji przez tajne nauczanie w klasztorze przeszło ok. 1000 dzieci. 
Jednocześnie, za zgodą przełożonych prowincji warszawskiej – matki Małgorzaty Dąbrowskiej CR oraz klasztoru – siostry Beaty Przybyłowicz CR, klasztor ten już w roku 1942 został przeznaczony na szpital polowy na wypadek wybuchu ogólnonarodowego powstania. W ścisłej konspiracji szpital ten od tego roku organizowała i wyposażała w odpowiedni sprzęt medyczny i lekarstwa służba zdrowia Obwodu II AK, a w szczególności: dr Czesław Błeczyński ps. Staruszek (szef służby zdrowia II Obwodu AK), dr Zbigniew Papiewski ps. Strumień, dr Maria Cywińska-Łyskawińska ps. Jolanta (referentka sanitarna WSK). Ze strony zakonnej za organizację szpitala odpowiedzialna była zaprzysiężona lekarka – siostra Amata Pruszko CR. Zapasy żywności gromadzono pod dowództwem kpt. Zygmunta Stefańskiego ps. Szachista. W ramach tego na teren klasztoru sprowadzono nawet 5 krów. Cała działalność była świetnie zakonspirowana, a o organizacji szpitala nie wiedzieli nie tylko Niemcy, którzy stacjonowali nieopodal w Instytucie Chemicznym, ale również część sióstr zakonnych.

## Okres walk

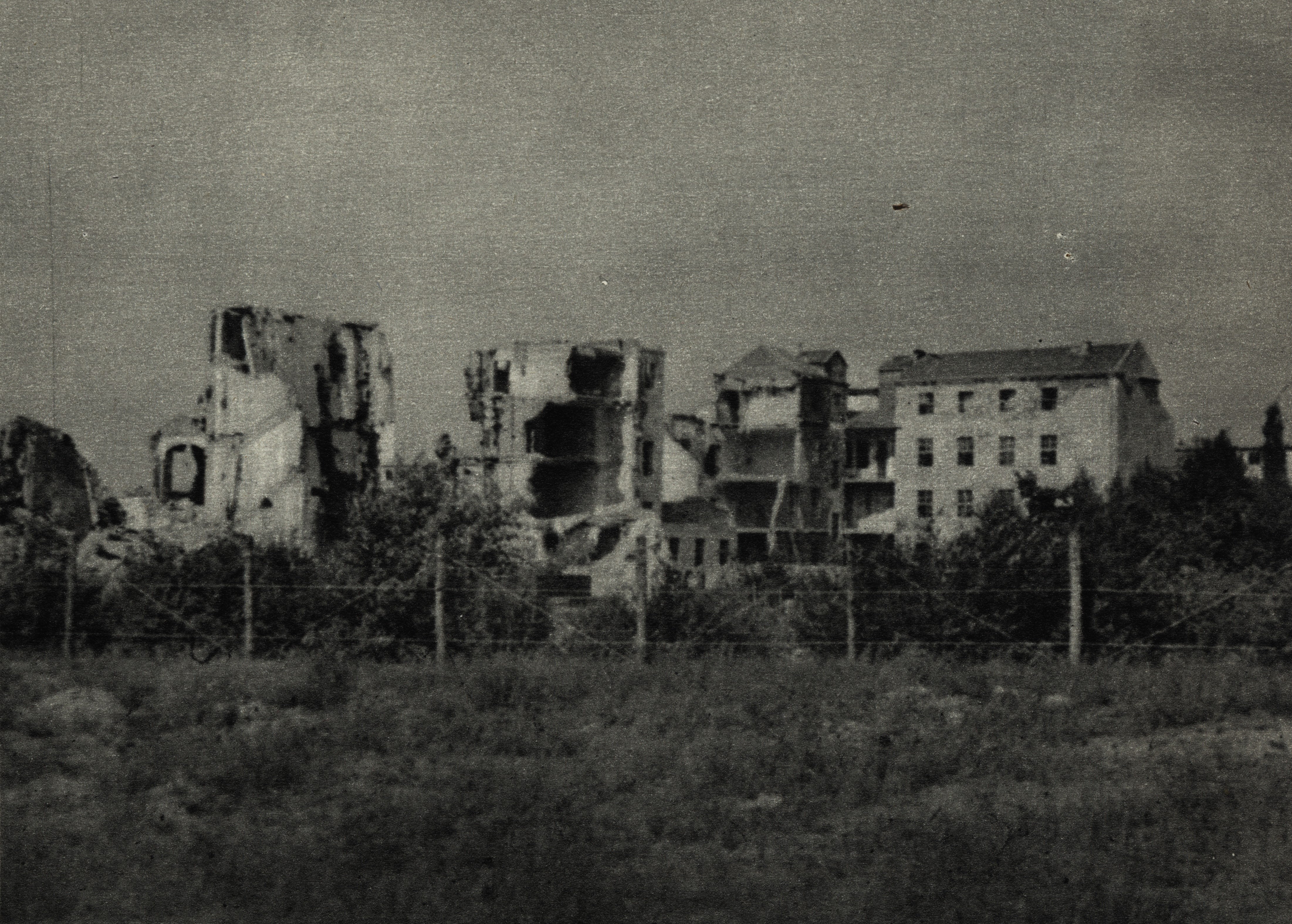
Ruiny „twierdzy”

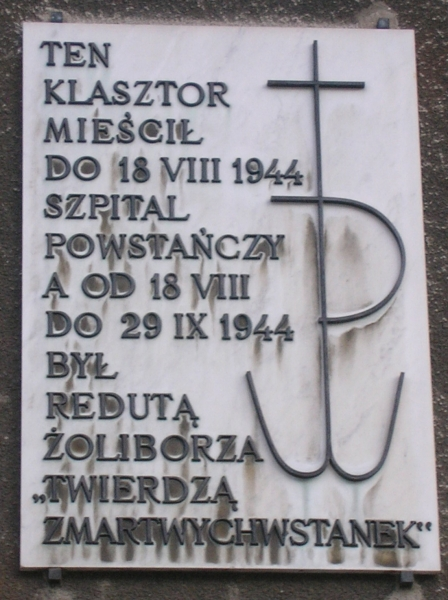
Tablica pamiątkowa na ścianie klasztornej

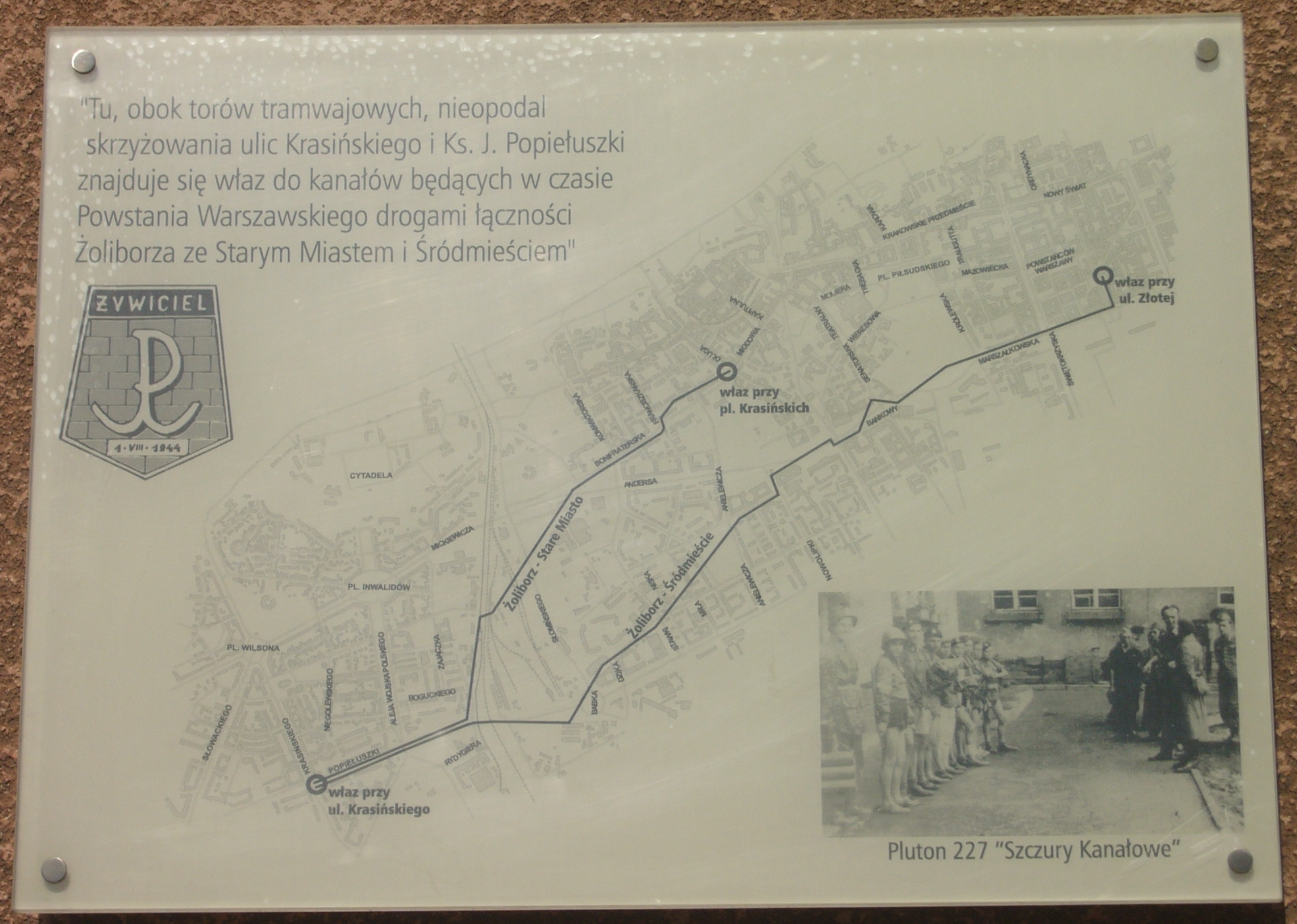
Właz do kanału, który był jedyną drogą na Starówkę i do Śródmieścia znajdował się tuż obok Twierdzy. Przewodnikami byli harcerze z 227 plutonu zgrupowania "Żyrafa"

W momencie wybuchu powstania warszawskiego, 1 sierpnia 1944 r, klasztor zgodnie z przygotowaniami zamienił się w szpital powstańczy. Rozpoczęte przed godziną "W" nieopodal klasztoru walki sprawiły, że obiekt zrewidowali zaalarmowani Niemcy. Ukrytej jeszcze broni oraz zgromadzonego sprzętu nie znaleziono. Do 3 sierpnia terenu klasztoru nie objęły walki ani ostrzał – zgodnie z konwencją genewską, jako szpital nie stanowił punktu obrony, lecz spełniał funkcje jedynie medyczne. Pierwszymi pacjentami byli żołnierze niemieccy. Od 3 sierpnia szpital był już systematycznie bombardowany przez samoloty wroga oraz ostrzeliwany przez pociąg pancerny z rejonu dworca Gdańskiego. Przy klasztorze na ulicy Krasińskiego wzniesiono barykady powstańcze, tworzące linię obrony Żoliborza i chroniące zapewniający komunikację ze Starówką właz do kanału. Sam szpital znajdował się poza linią obrony, a łączność z nim odbywała się przez wykopane rowy. 
Rejon ten obsadzony został przez żołnierzy zgrupowania AK "Żyrafa". 17 sierpnia pod klasztor podjechała prawdopodobnie zbłąkana kolumna niemieckich ciężarówek wypełnionych amunicją i materiałami wybuchowymi. Żołnierze „Żyrafy” zdobyli kolumnę. Tego samego dnia, przy wsparciu ogniowym artylerii z Burakowa, niemieckie oddziały w sile ok. 60 ludzi podjęły próbę odbicia utraconego ładunku. Budynek szpitala stał się drogą natarcia oddziałów niemieckich na barykadę powstańczą. Atak został odparty, a szpital 18 sierpnia ewakuowano do domów na ul. Krasińskiego pod numerami 16 oraz 10, a następnie na ul. Krechowiecką 6. 
Ewakuacja szpitala spowodowała, że klasztor zaczął pełnić funkcje obronne. Zabudowania silnie ufortyfikowano, przedpole zaminowano. Twierdza Zmartwychwstanek zaczęła odtąd tworzyć silny punkt oporu w linii obrony Żoliborza. Obsadzona była przez żołnierzy AK, OW PPS i AL. Mimo ciężkich warunków w grubych murach Twierdzy działała świetlica dla żołnierzy, w której odbywały się nawet imprezy kulturalne, na przykład wieczorek recytacji aktorki Zofii Małynicz.
25 sierpnia z włazu mieszczącego się tuż obok Twierdzy wyszli pierwsi ranni i cywile ze Starówki przyprowadzeni przez przewodników z „Żyrafy”. W nocy z 25 na 26 sierpnia właz był wykorzystywany przez ewakuujących się ze Starówki żołnierzy AL. Część z tych żołnierzy zasiliła załogę Twierdzy Zmartwychwstanek.
29 września Niemcy zaczęli generalne natarcie na Żoliborz. Przeciwko liczącej 117 żołnierzy załodze klasztoru i przyległej do niego barykady, z rejonu Instytutu Chemicznego nacierało ok. 2000 żołnierzy niemieckich, 16 czołgów, 6 dział samobieżnych oraz Goliaty. Twierdza była bombardowana przez artylerię i samoloty. Tego dnia zgrupowanie „Żyrafa” straciło w obronie Twierdzy 2/3 żołnierzy. Około godz. 18:30, pod naporem ognia nieprzyjaciela, zapadła decyzja o opuszczeniu Twierdzy przez powstańców. Wojska niemieckie nie zajęły klasztoru nawet po zakończeniu powstania, obawiając się, że budynek został dokładnie zaminowany. 
Obrońcom przyznano 16 Krzyży Walecznych i 2 ordery Virtuti Militari. 

## Okres powojenny
Zniszczony w 80% budynek został po wojnie częściowo odbudowany. Już w 1946 r. do Twierdzy Zmartwychwstanek powróciły uczennice. Mimo nieprzychylnych działań nowej władzy, przez cały okres PRL w murach Twierdzy działała szkoła – najpierw powszechna (zamknięta przez władze w 1948 r.) i gimnazjum, a następnie liceum. Obecnie funkcjonujące odbudowane budynki stanowią jedynie ok. 1/3 kubatury gmachu, który stał tam przed wojną.
W latach 1981–1984 w miejscu jednego ze zniszczonych skrzydeł klasztoru zbudowano kościół św. Jana Kantego.

## Upamiętnienie
Walki toczone w obronie Twierdzy Zmartwychwstanek upamiętnia tablica Tchorka ustawiona w latach 50. u zbiegu ulic Krasińskiego i Popiełuszki.